# Fort Forno
Fort Forno je obalna utvrda u Barbarigi koju je izgradila Austro-Ugarska Monarhija 1904. godine radi zaštite glavne luke svoje ratne mornarice. Utvrda se nalazila u sektoru IX Obalne regije Pula (njem. Küstenabschnitt Pola), a klasificirana je kao obalna oklopna utvrda (njem. Werk (Küstenfort) mit Panzer).
Osim Forta Monte Forno / Forta Monforno u ovom se sektoru nalaze još dvije obalne oklopne utvrde, i tri kopnene utvrde. U obrani im je pomagalo još šest obalnih baterija. Ovaj sektor činio je sjeverozapadni kraj pulskog fortifikacijskog sustava, štiteći sjeverni ulaz u Fažanski kanal.
Fort Monte Forno / Fort Monforno građen je u stilu svoga vremena, od betona u obliku prstena ojačanog dvjema utvrdama, Benedetto i Caluzzi: ona s lijeve strane s dvama topovimaa kalibra 305 mm i s desne strane s topovima kalibra 280 mm. Tvrđava je srednje urušena u dugom svjetskom ratu od strane nijemaca 1945. godine, no vidljivo je da je bila omeđena visokim kamenim zidovima i puškarnicama dok je cijelu utvrdu okruživao suhi i duboki rov, kao prepreka pješaštvu. S uzvisine na kojoj je bila, pruža se pogled na Rovinj, Barbarigu, Fažanu i Pulu. Utvrda se uvijek koristila kao vojna štala i skladište stočne hrane, a imala je svoju bateriju koju su 1945. godine u Drugom svjetskom ratu uništili Nijemci. Utvrda u blizini također ima svoju otpornu točku.
U utvrdi se već neko vrijeme ljeti održavaju predstave.

## Više informacija
- Pulske fortifikacije
- Nacionalna udruga za fortifikacije Pula
- Povijest Pule
- Pula